# رود بوانات
رود بوانات یکی از رودهای فلات مرکزی ایران است که در محدودهٔ حوضهٔ آبریز ابرقو–سیرجان قرار دارد.
شاخهٔ اصلی رود بوانات از کوه ساریخانی در جنوب شرقی اقلید سرچشمه می‌گیرد و به سوی جنوب شرق امتداد می‌یابد. مهم‌ترین سرشاخهٔ آن رود مزایجان است که در نزدیکی روستای دشت خورده به رود اصلی می‌پیوندد. سپس در جهت غرب به شرق جریان می‌یابد و پس از گذر از شهر مروست به کویر مروست منتهی می‌شود. طول این رود حدود ۱۰۰ کیلومتر و مساحت حوضهٔ آبریز آن حدود ۱۱۳۸ کیلومتر مربع است.